# Rousseloy
Rousseloy ist eine französische Gemeinde mit 283 Einwohnern (Stand 1. Januar 2022) im Département Oise in der Region Hauts-de-France. Die Gemeinde liegt im Arrondissement Clermont und ist Teil der Communauté de communes Pierre-Sud-Oise und des Kantons Montataire.

## Geographie
Die Gemeinde liegt rund acht Kilometer östlich von Mouy im Tal des Rû de Flandre, eines Bachs, der zum Thérain entwässert. Zu ihr gehören der Ortsteil Flandre unterhalb im Bachtal sowie das Gehöft Folemprise auf der Höhe.

## Toponymie
Im Jahr 1061 wurde der Ort als Rosolium bezeichnet.

## Einwohner
| 1962 | 1968 | 1975 | 1982 | 1990 | 1999 | 2006 | 2012 |
| ---- | ---- | ---- | ---- | ---- | ---- | ---- | ---- |
| 153  | 152  | 195  | 236  | 335  | 336  | 309  | 300  |

## Verwaltung
Bürgermeister (maire) ist seit 2001 Didier Rosier.

## Sehenswürdigkeiten
- Kirche Saint-Martin mit für die Region charakteristischem romanischem Turm, einer romanischen Kapelle und bemerkenswerten Kapitellen und einem zweischiffigen gotischen Hallenchor aus dem 14. Jahrhundert (das Langhaus 1826 abgegangen); seit 1927 als Monument historique klassifiziert[1] (siehe auch: Liste der Monuments historiques in Rousseloy)
- Herrenhaus
- Zehntscheune
- Lavoir am Bach Rû de Flandre
- Friedhofskreuz

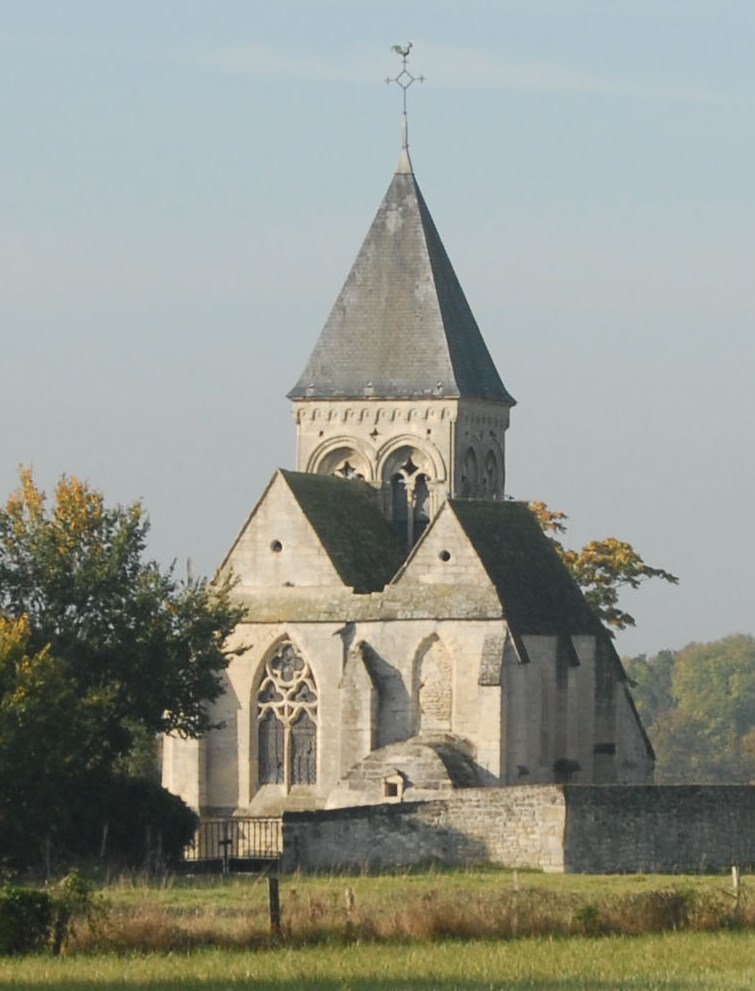
Kirche Saint-Martin
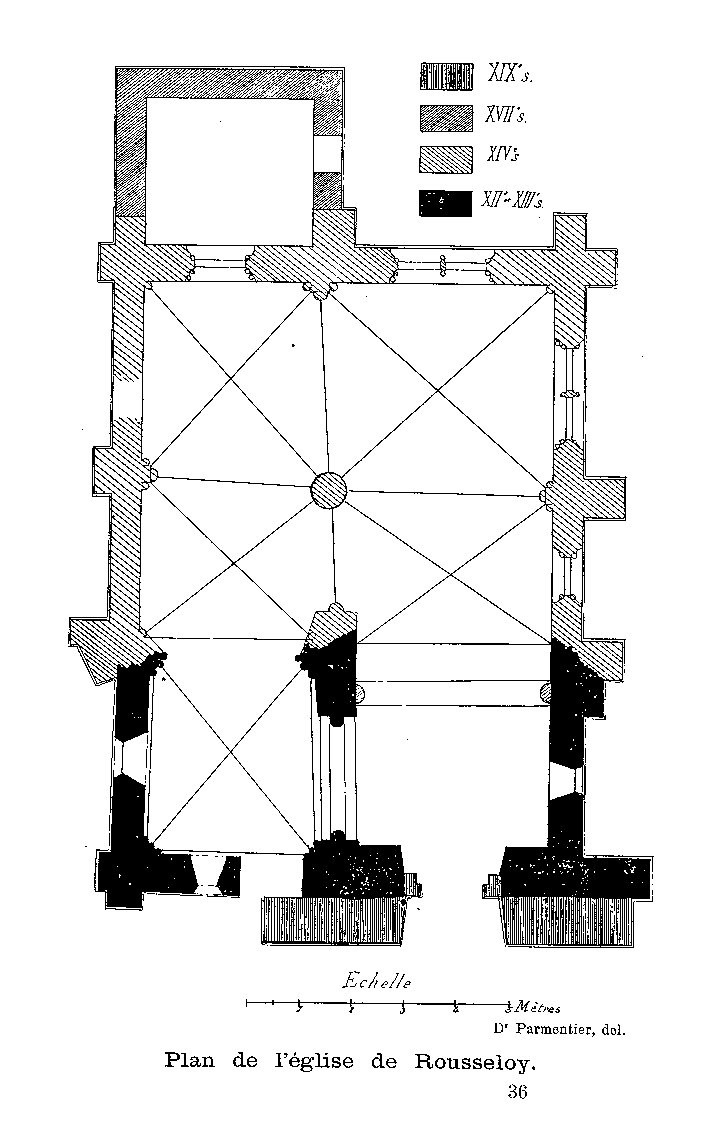
Grundriss der Kirche
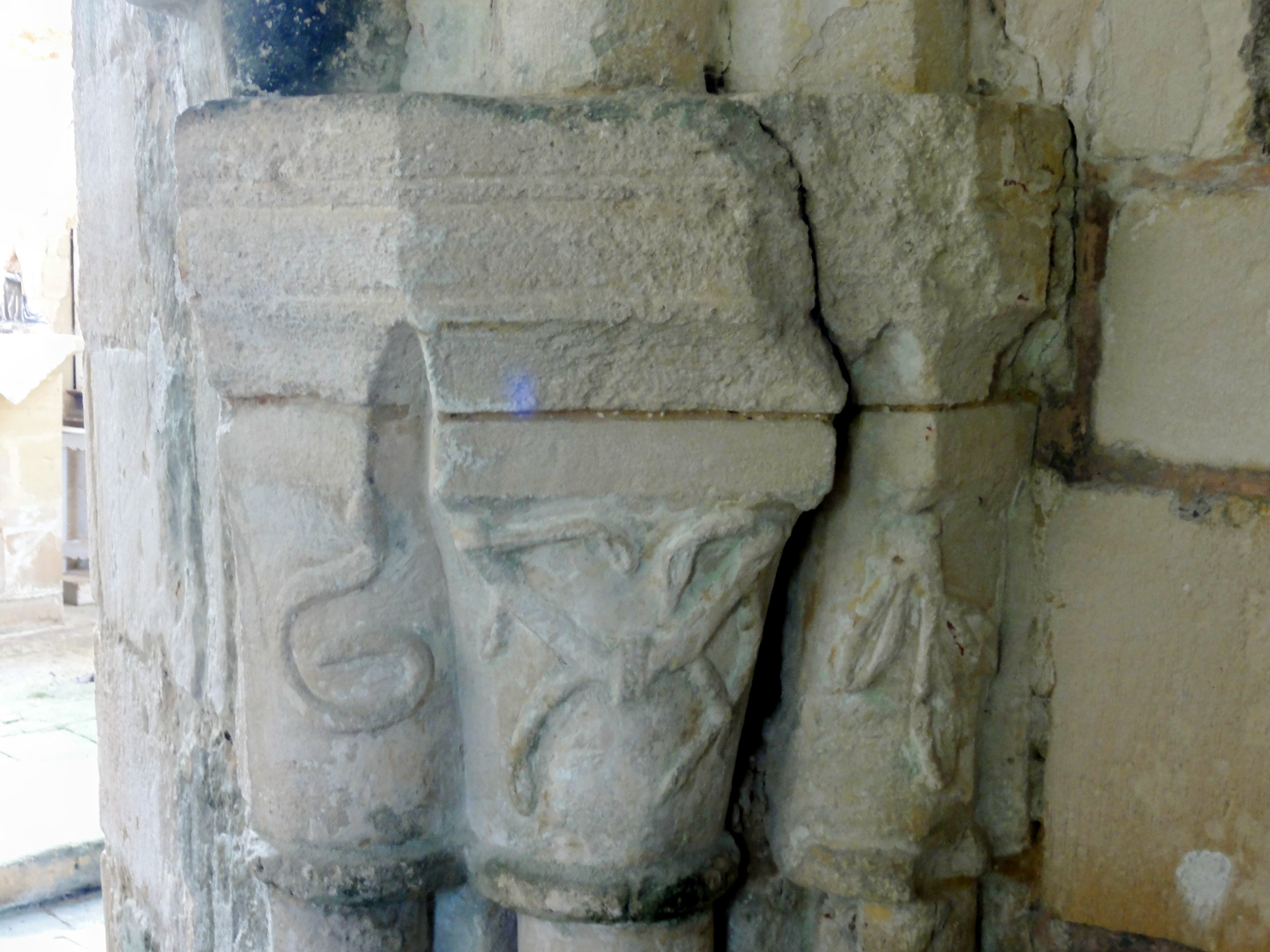
Kapitell in der Kirche
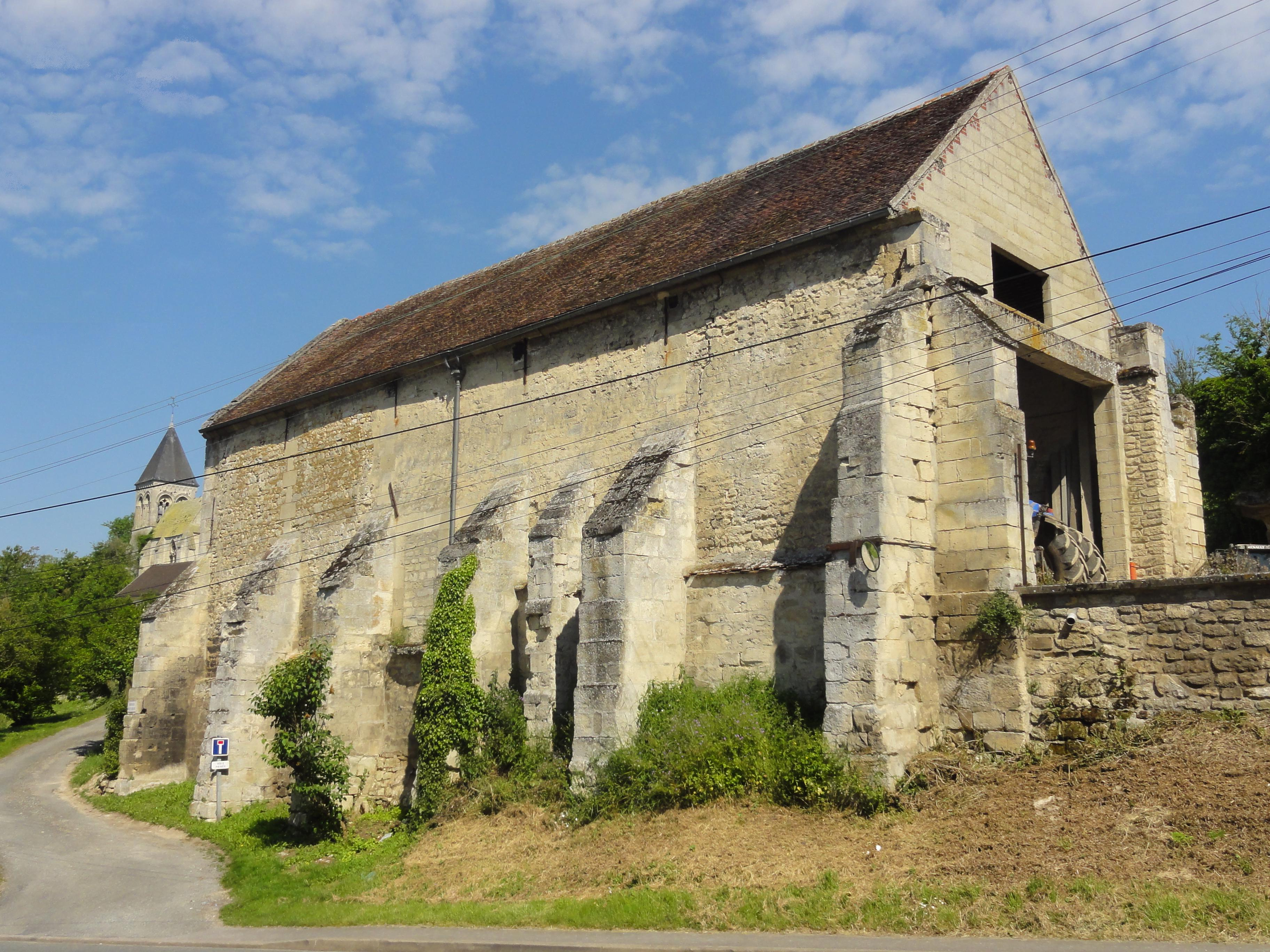
Zehntscheune